# Восточная улица (Москва)
Восто́чная улица — улица в Южном административном округе города Москвы на территории Даниловского района. Расположена между улицами Симоновский Вал и Ленинская Слобода. Справа примыкают Пересветов и 3-й Восточный переулки.

## Происхождение названия
Улица вопреки своему названию расположена не на востоке, а на юго-востоке центра Москвы. Названа в конце XIX века по находившимся здесь в 1899 году складам Восточного акционерного общества.
Склады просуществовали до 2007 года, когда были снесены под строительство жилого дома.

## История
Улица возникла в конце XIX века в местностях Новое и Старое Симоново к востоку от Симонова монастыря. В конце улицы находилась Симоновская слобода. Тогда же окружающая территория постепенно начала застраиваться заводами и складскими сооружениями.
В 1925 году по улице провели трамвайную линию.
В конце 1920-х годов в начале улицы решено было построить квартал жилых домов для рабочих; Моссоветом был объявлен конкурс, первую премию на котором получил проект архитектора Л. А. Веснина, предполагавший создание комплекса «с широкой и выразительной планировкой внутренней площади»; по проекту предполагалось построить трёхэтажные жилые дома в стиле конструктивизм. Однако проект реализован не был, а квартал между Восточной улицей и Пересветовым переулком был застроен пятиэтажными домами по проекту Н. Волкова и В. Бибикова. В оформлении фасадов домов ярко проявились элементы конструктивизма — ленточные балконы, высокое остекление лестничных пролётов; был применён и малораспространённый в архитектуре конструктивизма руст.
В ночь на 21 января 1930 года в шестую годовщину смерти В. И. Ульянова (Ленина) на улице прогремел взрыв, в результате которого большевики разрушили Успенский собор и другие сооружения Симонова монастыря, на месте которых в 1932—1937 годах построили Дворец культуры московского автомобильного Завода им. Лихачева в стиле конструктивизм.
В конце 1960-х годов в конце улицы снесли старые дома, между которыми проходили 1-й и 2-й Восточные переулки. На их месте построены три дома-башни (№ 3, 5, 7/16). На месте бывшей улицы Липки вдоль стены Симонова монастыря разбит детский парк. В 1987 году, после пожара в одном из корпусов завода «Динамо», который прилегал непосредственно к трамвайным путям, с улицы сняли трамвайное движение.
В конце 1980-х существовали планы по переводу улицы в разряд пешеходных по примеру Арбата, несколько лет улица была перекрыта для движения клумбами, но в итоге планы не сбылись. Сейчас по вечерам улица крайне загружена транспортом, следующим по набережной Москвы-реки из центра на Третье транспортное кольцо. Однако и по сей день улица часто перекрывается в связи с матчами на стадионе им. Стрельцова или сельскохозяйственными ярмарками регионов России и Белоруссии.

## Здания и сооружения
По нечётной стороне:

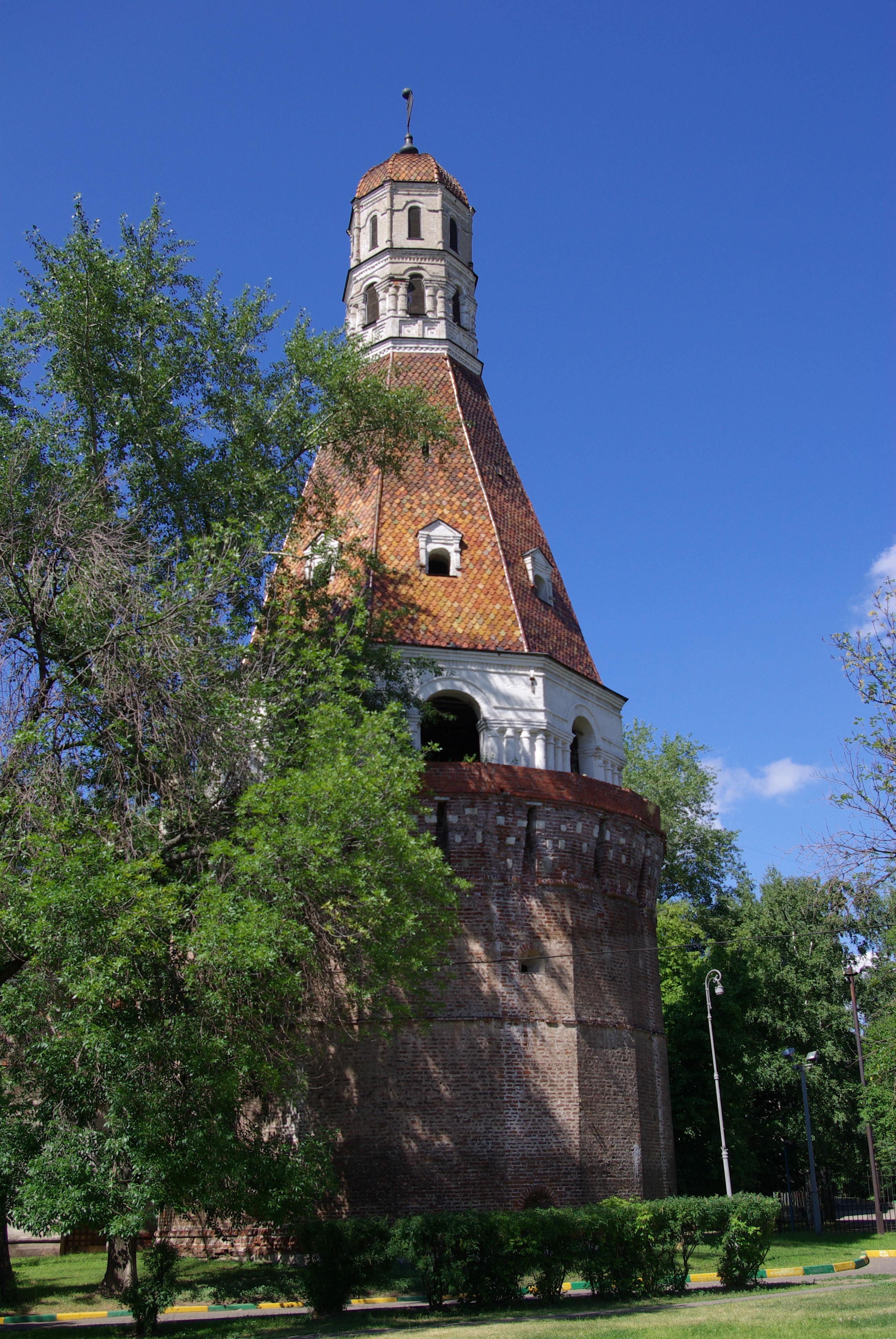
Солевая башня Симонова монастыря

- № 1/7 (корпуса 1, 2, 3, 5, 6) — жилой квартал конца 1920-х годов

По чётной стороне:
- № 4 — Дворец культуры ЗИЛа (1932—1937, архитекторы А. А. Веснин, В. А. Веснин, Л. А. Веснин)
- Южная стена Симонова монастыря. На улицу выходит Солевая башня.

## Транспорт
В 300 м от конца улицы — станция метро Автозаводская. В пешеходной доступности — также станции Дубровка и Волгоградский проспект.